# Bart Colpaert
Bart Colpaert (* 2. September 1981 in Izegem) ist ein ehemaliger belgischer Triathlet.

## Werdegang
Bart Colpaert startete vorwiegend bei Triathlon-Bewerben über die Ironman-Distanz (3,86 km Schwimmen, 180,2 km Radfahren und 42,195 km Laufen).
Als schnellster Schwimmer kam Bart Colpaert bei den Ironman European Championship 2012 in Frankfurt nach 44:17 Minuten aus dem Wasser, gewann die Altersklasse M30-34 und belegte wie schon im Vorjahr den zehnten Rang in der Gesamtwertung.
Seit 2013 startete er als Profi-Triathlet. Im Herbst 2014 verletzte er sich an der Achillessehne und musste das Rennen der Challenge Almere-Amsterdam vorzeitig beenden.
Er wurde trainiert von Marino Vanhoenacker und lebt mit seiner Partnerin  in seiner Geburtsstadt Izegem in der belgischen Provinz Westflandern. Seit 2014 tritt er nicht mehr international in Erscheinung.

## Sportliche Erfolge
| Datum/Jahr    | Rang | Wettbewerb              | Austragungsort | Zeit     | Bemerkung                                                               |
| ------------- | ---- | ----------------------- | -------------- | -------- | ----------------------------------------------------------------------- |
| 11. Mai 2014  | 8    | Challenge Rimini        | Rimini         | 04:13:20 |                                                                         |
| 26. Apr. 2014 | 10   | Challenge Fuerteventura | Fuerteventura  |          |                                                                         |
| 26. Mai 2013  | 10   | Ironman 70.3 Austria    | St. Pölten     | 03:38:30 | Das Rennen wurde witterungsbedingt ohne die Schwimmdistanz ausgetragen. |
| 11. Mai 2013  | 15   | Ironman 70.3 Mallorca   | Alcúdia        | 04:04:55 |                                                                         |
| 25. Juli 2010 | 9    | Ironman 70.3 Antwerp    | Antwerpen      | 03:59:35 |                                                                         |

| Datum/Jahr    | Rang | Wettbewerb                 | Austragungsort | Zeit     | Bemerkung                                                            |
| ------------- | ---- | -------------------------- | -------------- | -------- | -------------------------------------------------------------------- |
| 13. Sep. 2014 | DNF  | Challenge Almere-Amsterdam | Amsterdam      | –        | das Rennen mit verletzter Achillessehne beendet                      |
| 14. Sep. 2013 | 1    | Challenge Almere-Amsterdam | Amsterdam      | 08:34:50 | [ 1 ]                                                                |
| 30. Juni 2013 | 6    | Ironman Austria            | Klagenfurt     | 08:26:17 |                                                                      |
| 13. Okt. 2012 | 132  | Ironman Hawaii             | Hawaii         | 09:33:15 | Ironman World Championship                                           |
| 8. Juli 2012  | 10   | Ironman Germany            | Frankfurt      | 08:40:18 | Sieger der Altersklasse M30-34 bei der Ironman European Championship |
| 8. Okt. 2011  | 232  | Ironman Hawaii             | Hawaii         | 09:37:13 | Ironman World Championship                                           |
| 24. Juli 2011 | 10   | Ironman Germany            | Frankfurt      | 08:33:54 | schnellster Schwimmer mit 45:59 Minuten                              |

(DNF – Did Not Finish)